# Футбол (7 x 7) на літніх Паралімпійських іграх 2012
Змагання з футбол (7x7) на літніх Паралімпійських іграх 2012 року пройшли в Олімпійському хокейному центрі у Лондоні з 1 по 9 вересня 2012 року. У змаганнях взяли участь чоловічі національні збірні.

## Класифікація
Спортсмени були класифіковані на різні групи в залежності від ступеня інвалідності. Система класифікації дозволяє спортсменам з однаковими порушеннями конкурувати на рівних.

Атлети класифікуються на такі групи:
- C5: спортсмени, порушення яких призводять до великих недоліків футболістів грати на полі і ускладнюють ходьбу і біг.
- C6: спортсмени, порушення яких впливають на управління та координацію роботи рук.
- C7: спортсмени, порушення яких впливають на роботу руки та ноги, що знаходяться на одному боці.
- C8: спортсмени, порушення яких викликають недолік на футбольному полі, у яких часто виникають мимовільні скорочення м'язів, а також напругу у м'язах.

Кожна команда повинна включати принаймні одного футболіста класу C5 або C6 і не більше двох гравців C8.

## Календар
| К | Кваліфікація | ½ | Півфінали | Ф | Фінал |

| Раунд↓/Дата → | Ср 29 | Чт 30 | Пт 31 | Сб 1 | Нд 2 | Пн 3 | Вт 4 | Ср 5 | Чт 6 | Пт 7 | Сб 8 | Нд 9 |
| ------------- | ----- | ----- | ----- | ---- | ---- | ---- | ---- | ---- | ---- | ---- | ---- | ---- |
| Чоловіки      |       |       |       | К    |      | К    |      | К    |      | ½    |      | Ф    |

## Жеребкування
За підсумками жеребкування учасники змагань були поділені на дві групи.

### Група А
- Аргентина
- Іран
- Нідерланди
- Росія

### Група Б
- Бразилія
- Велика Британія
- США
- Україна

## Змагання

### Груповий етап

#### Група А
| Команда    | І | В | Н | П | З  | П  | РМ  | О |
| ---------- | - | - | - | - | -- | -- | --- | - |
| Росія      | 3 | 3 | 0 | 0 | 19 | 1  | +18 | 9 |
| Іран       | 3 | 2 | 0 | 1 | 13 | 5  | +8  | 6 |
| Нідерланди | 3 | 1 | 0 | 2 | 5  | 13 | -8  | 3 |
| Аргентина  | 3 | 0 | 0 | 3 | 2  | 20 | -18 | 0 |

##### Група Б
| Команда         | І | В | Н | П | З  | П  | РМ  | О |
| --------------- | - | - | - | - | -- | -- | --- | - |
| Україна         | 3 | 3 | 0 | 0 | 17 | 2  | +15 | 9 |
| Бразилія        | 3 | 2 | 0 | 1 | 12 | 1  | +11 | 6 |
| Велика Британія | 3 | 1 | 0 | 2 | 5  | 10 | -5  | 3 |
| США             | 3 | 0 | 0 | 3 | 0  | 21 | -21 | 0 |

#### Плей-оф
|  | Півфінали | Півфінали |   |          | Фінал               | Фінал |  |
|  |           |           |   |          |                     |       |  |
|  |           |           |   |          |                     |       |  |
|  | Росія     | 3         |   |          |                     |       |  |
|  | Бразилія  | 1         |   |          |                     |       |  |
|  |           |           |   |          |                     |       |  |
|  |           |           |   |          |                     |       |  |
|  |           |           |   |          | Росія               | 1     |  |
|  |           | Україна   | 0 |          |                     |       |  |
|  |           |           |   |          |                     |       |  |
|  |           |           |   |          |                     |       |  |
|  |           |           |   |          | Матч за третє місце |       |  |
|  |           |           |   |          |                     |       |  |
|  | Україна   | 2         |   | Бразилія | 0                   |       |  |
|  | Іран      | 1         |   |          | Іран                | 5     |  |

## Підсумкова таблиця
| Місце | Команда         |
| ----- | --------------- |
| 1     | Росія           |
| 2     | Україна         |
| 3     | Іран            |
| 4     | Бразилія        |
| 5     | Нідерланди      |
| 6     | Аргентина       |
| 7     | Велика Британія |
| 8     | США             |

## Медальний залік
| Золото | Срібло  | Бронза |
| ------ | ------- | ------ |
| Росія  | Україна | Іран   |

## Див.також
- Футбол на літніх Олімпійських іграх 2012
- Футбол (5 x 5) на літніх Паралімпійських іграх 2012